# Nemoleon sudanicus
Nemoleon sudanicus is een insect uit de familie van de mierenleeuwen (Myrmeleontidae), die tot de orde netvleugeligen (Neuroptera) behoort. 
Nemoleon sudanicus is voor het eerst wetenschappelijk beschreven door Navás in 1935.